# Храм Светог пророка Илије у Доњој Палежници
Храм Светог пророка Илије у Доњој Палежници, насељеном месту на територији града Добоја, припада Епархији зворничко–тузланској Српске православне цркве.

## Историјат
Током Другог светског рата је убијено 36 свештеника и два монаха на подручју епархије зворничко-тузланске, порушено је 17 српских православних цркви, оштећено 37 храмова, један манастир и 25 парохијских домова од којих је десет минирано и петнаест спаљених. Оштећено је 20 црквених објеката, уништене су 62 црквене архиве, као и 49 црквено општинских и манастирских библиотека. Године 1944. је убијено 32 бораца из Палежнице Доње, а у грађанском рату на подручју Босне и Херцеговине четрнаест бораца и седам жртава.
Градња храма Светог пророка Илије у Доњој Палежници, димензија 13×7,5 метара, је започета 1933. Након две године је завршена, храм је освештао епископ зворничко-тузлански Нектарије Круљ. Иконостас је израдио Миладин Цвијановић из Осјечана, а иконе је осликао Александар Васиљевић из Добоја. Године 2016. је започета детаљна обнова унутрашњости храма, од пода до крова, укључујући и спољашње радове на самом храму. Обновљен храм је 30. септембра 2018. освештао епископ Фотија Сладојевић уз саслужење архијерејског намесника добојског протојереј-ставрофора Мирка Николића, протојереј-ставрофора Јадранка Стојаковића и протођакона Саше Милошевића. Захвалницу за помоћ у обнови храма Светог пророка Илије је прота Мирко Јокић уручио, међу осталима, тадашњем градоначелнику Добоја Обрену Петровићу.